# Shenmue
Pour le jeu initial, voir Shenmue (jeu vidéo).
Shenmue est une série de jeux vidéo créée par Yū Suzuki et développé par l'équipe Sega-AM2. Elle est composée de 11 chapitres et reste pour le moment inachevée. Elle est l'une des sagas de jeux vidéo les plus chères à produire.
Une adaptation en anime du nom de Shenmue the Animation est diffusée depuis le 6 février 2022. Celle-ci reprend l'histoire des jeux Dreamcast et est réalisée par Telecom Animation Film.

## Genèse de la saga
Désireux de créer un RPG tiré de la série Virtua Fighter, Yū Suzuki effectue des recherches en Chine dans le but de créer un jeu du nom de Virtua Fighter RPG. Ce projet devient par la suite Project Berkley et est annoncé sur la console Saturn de Sega. L'arrivée de la Dreamcast change la donne et c'est fin 1998 que ce projet devient Shenmue, jeu fondé sur le système FREE ou Full Reactive Eyes Entertainment, « loisir pour les yeux entièrement réactif » en français. C’est-à-dire que le joueur peut dans Shenmue tout regarder, tout voir, et pratiquement tout faire.
Courant 1999 sont annoncées diverses informations sur Shenmue comme la présence de mini-jeux tels que Space Harrier ou Hang-On, ou encore de l'instauration de QTE, les Quick Time Event, manipulations s'affichant à l'écran à effectuer le plus rapidement possible. S'inspirant de Virtua Fighter, on note la présence d'un mode de combat nommé Free Battle.
Shenmue sera présenté à plusieurs salons durant l'année 1999, comme le Digitaliland, l'E3 ou le Tokyo Game Show. La date du jeu n'est pas encore définie et pour faire patienter les joueurs, une démo jouable est livrée avec les Dreamcast japonaises sous le nom de What's Shenmue.
Un temps repoussé à avril 2000, Shenmue sort finalement en avance (événement rare dans l'industrie), le 29 décembre 1999 au Japon. Le jeu bat à l'époque tous les records de réservation mais les ventes se révèlent finalement décevantes et n'atteindront pas le million espéré. Le jeu sort sur le continent américain le 7 novembre 2000 dans une version avec voix et sous-titres en anglais. En Europe, c'est le 1er décembre 2000 que sort Shenmue, version qui se révèle identique à la version américaine.
Fin 2000 est présenté Shenmue The Movie, un film comprenant les principales cinématiques du jeu Shenmue, d'une durée d'une heure et demie et doublé en anglais.
Le 6 juillet 2001 sort au Japon Shenmue US, version de Shenmue doublée en anglais, qui offre la possibilité de choisir entre les sous-titres anglais et japonais.
Shenmue II arrive au Japon le 6 septembre 2001, toujours sur Dreamcast et comprend les chapitres 2 à 6 de la saga. Cependant, il ne sortira pas aux États-Unis pour cause d'exclusivité à la Xbox mais arrivera bien en Europe le 30 novembre 2001. Shenmue IIx, nom donné à la version Xbox de Shenmue II sort aux États-Unis le 6 novembre 2002, livrée avec le DVD de Shenmue The Movie pour compenser l'absence du premier volet. Ce jeu sortira également en Europe le 21 mars 2003.

## Shenmue
Le jeu contient le chapitre 1 de la saga.
Dates de sortie :
- Japon : 29 décembre 1999
- États-Unis : 8 novembre 2000
- Europe : 1er décembre 2000

Shenmue est sorti sur Dreamcast. Il est le premier jeu à utiliser le système F.R.E.E (Full Reactive Eyes Entertainment), et a rencontré un franc succès critique. Une compilation regroupant Shenmue et Shenmue II est sorti en 2018 sur PlayStation 4, Xbox One et Microsoft Windows.

### Shenmue US
Dates de sortie :
- Japon : 6 juillet 2001
- États-Unis : Non sorti
- Europe : Non Sorti

Shenmue US est une version spéciale de Shenmue, sorti sur Dreamcast en 1999 au Japon. La particularité de ce titre est de proposer les doublages en anglais des personnages du jeu, avec le choix entre les sous-titres en anglais et en japonais.

## Shenmue II
Le jeu contient les chapitres 2, 3, 4, 5 et 6 de la saga.
Dates de sortie :
- Japon : 6 septembre 2001
- États-Unis : Annulé en vue de la sortie de Shenmue IIx sur Xbox
- Europe : 30 novembre 2001

Toujours sur Dreamcast, la saga continue dans ce deuxième épisode, rassemblant les chapitres 2 à 6 de la saga. Le jeu offre encore plus de possibilités, un scénario mieux construit et une durée de vie accrue. Toutes les voix du jeu sont en japonais, et les sous-titres en anglais. Cependant, et contrairement au premier opus, quelques éléments du jeu (principalement le carnet de voyage de Ryo) font l'objet d'une traduction en différentes langues pour le marché européen (dont le français). Une compilation regroupant Shenmue et Shenmue II est sorti en 2018 sur PlayStation 4, Xbox One et Microsoft Windows.

### Shenmue IIx
Dates de sortie :
- États-Unis : 30 octobre 2002
- Europe : 21 mars 2003

Shenmue IIx est la réédition de Shenmue II sur Xbox, après que Sega ait décidé de se « reconvertir » dans l'édition multi plates-formes. En plus d'un jeu adapté aux capacités de la Xbox, il offre le support DVD (au lieu des 4 GD de Shenmue II) et quelques bonus, comme la possibilité de prendre des photos. Contrairement à Shenmue II, sur Dreamcast, les voix et sous titres sont en anglais.

## Shenmue Online
Shenmue Online a été annoncé en août 2004. Des rumeurs concernant son annulation ont circulé mais Yū Suzuki l'a démenti, le jeu est toujours en développement. Comme son nom le laisse présager, ce jeu, prévu pour une sortie en Chine et en Corée uniquement, est un MMORPG dans l'univers de Shenmue. Le jeu prévoit d'incarner un personnage que l'on crée soi-même (et pas Ryo). Selon les développeurs, on peut faire tout ce qu'on peut faire d'habitude en temps normal, mais avec des amis.

## Shenmue City
Date de sortie :
- Japon : 2 décembre 2010

Shenmue City est un spin-off conçu dans le but de relancer la franchise, sorti sur smartphone via le réseau Mobagetown au Japon. Il s'agit d'un jeu de rôle social en ligne, dont le service a été interrompu le 26 décembre 2011. Il reprend l'intrigue et les personnages du premier Shenmue.

## Shenmue III
Le jeu contient les chapitres 7 et 8 de la saga.
Date de sortie :
- Monde : 19 novembre 2019

Shenmue III a été annoncé officiellement en novembre 2001 par Sega/AM2, puis abandonné vraisemblablement à cause de l'échec commercial des deux opus précédents de la série, à savoir Shenmue et Shenmue II.
Shenmue III, produit par Shibuya Productions (Cédric Biscay), revient sur le devant de la scène à l'E3 2015 lors d'une apparition de Yu Suzuki lors de la conférence Sony le 16 juin 2015. Le jeu est financé par une campagne Kickstarter avec l'objectif de récolter deux millions de dollars nécessaire à son développement. Le financement atteint les deux millions de dollars en moins de 24 h. Le jeu rentre par la même occasion dans le Guinness des records pour être le jeu vidéo à atteindre le cap du million de dollars le plus rapidement, en 102 minutes.
Le jeu utilise le moteur de jeu Unreal Engine 4. Il est disponible sur PlayStation 4 et PC.

## Biographie
- Ramón Méndez et Carlos Ramírez, L'histoire de Shenmue, Pix'n Love, décembre 2016, 240 p., 16 x 24 cm